# Johannes Vinther
Johannes Larsen Vinther (født 5. januar 1893 i Nørre Broby, død 24. maj 1968 i Oure) var en dansk gymnast, som deltog i OL 1912 i Stockholm.
Vinther deltog på det danske hold i svensk system ved OL 1912, hvor blot tre hold stillede op på Stockholms Stadion. Holdene kunne bestå af 16-40 gymnaster, og det svenske hold vandt klart med 937,46 point foran Danmark med 898,84 point, mens Norge blev nummer tre med 857,21 point.